# Zinabalam I
Zinabalam I est une localité du Cameroun située dans l'arrondissement de Bogo, le département du Diamaré et la région de l’Extrême-Nord. 

## Population
En 1975 la localité comptait 195 habitants, principalement Mousgoum. À cette date, un marché hebdomadaire s'y tenait le lundi.
Lors du recensement de 2005, 659 personnes y ont été dénombrées.